# Thea (TV-serie)
Thea är en amerikansk komediserie som sändes i USA mellan den 3 september 1993 och den 14 februari 1994 i totalt 19 avsnitt. Huvudpersonen spelas av komikern Thea Vidale, en flerbarnsmamma. Det var första gången en kvinnlig afroamerikansk komiker fick en egen TV-serie uppkallad efter sig.

## Handling
Vidale spelar den klipska Thea Turrell, en änka bosatt i Houston, Texas, som uppfostrar sina fyra barn med hjälp av sin syster. Serien var sångaren Brandys debut. Serien hade efter premiären höga tittarsiffror men dessa minskade snabbt och showen ställdes slutligen in efter endast 19 episoder.

## Karaktärer
- Thea Vidale — Thea Armstrong Turrell
- Adam Jeffries — Jarvis Turrell, Jr.
- Brandy — Danesha Turrell
- Jason Weaver — Jerome Turrell
- Brenden Jefferson — James Turrell
- Cleavant Derricks — Charles Russell

Återkommande roller
- Kenny Ford, Jr. — Leonard, Daneshas pojkvän
- Miguel A. Nunez Jr. — Rickey
- Arvie Lowe Jr. — Otis
- Venus DeMilo Thomas — Desiree
- Blake Clark — Roy Bennett, Theas chef vid "Mickey's Barbecue"
- Dennis Burkley — Walt Henderson, stamgäst hos "Mickey's"
- Scotch Byerley — Claude Cooper, stamgäst hos "Mickey's"
- Marcus T. Paulk — Cedric
- Countess Vaughn — Charlene

## Avsnitt
| Episode # | Episode title                     | Original airdate  |
| --------- | --------------------------------- | ----------------- |
| 1-1       | Pilot                             | 3 september 1993  |
| 1-2       | "Jerome Makes the Grade"          | 10 september 1993 |
| 1-3       | "Dirty Laundry"                   | 22 september 1993 |
| 1-4       | "How I Got Over"                  | 25 september 1993 |
| 1-5       | "To Tell the Truth"               | 6 oktober 1993    |
| 1-6       | "Artie's Party"                   | 13 oktober 1993   |
| 1-7       | "Here Comes Mr. Gordon"           | 15 oktober 1993   |
| 1-8       | "Birthday Girl"                   | 3 november 1993   |
| 1-9       | "Danesha Loooves Leonard"         | 17 november 1993  |
| 1-10      | "Mama, I'm Full"                  | 24 november 1993  |
| 1-11      | "Good Stock"                      | 1 december 1993   |
| 1-12      | "A Christmas Story"               | 15 december 1993  |
| 1-13      | "Danesha Project"                 | 22 december 1993  |
| 1-14      | "Hair Today, Gone Tomorrow"       | 12 januari 1994   |
| 1-15      | "Who's Zoomin' Who"               | 16 januari 1994   |
| 1-16      | "Of Fish and Men"                 | 29 januari 1994   |
| 1-17      | "Call Me Thea"                    | 4 februari 1994   |
| 1-18      | "T.C.B."                          | 11 februari 1994  |
| 1-19      | "The Pie Queen and the Loan Duck" | 14 februari 1994  |

## Utmärkelser
| År   | Pris                | Resultat  | Kategori                                          | Mottagare                                                         |
| ---- | ------------------- | --------- | ------------------------------------------------- | ----------------------------------------------------------------- |
| 1994 | Young Artist Awards | Nominerad | Outstanding Youth Ensemble in a Television Series | Brandy Norwood, Jason Weaver, Brenden Jefferson och Adam Jeffries |